# سرگئی سویاتچنکو
سرگئی سویاتچنکو (انگلیسی: Sergei Sviatchenko؛ زادهٔ ۱۹۵۲) نقاش، و عکاس اهل اوکراین است.